# Zeja (rijeka)
Zeja (ruski: Зея; mandžurijski: Jingkiri Bira) – rijeka u Rusiji.
Zeja je duga 1242 km. Sjeverna je pritoka rijeke Amur. Izvire u Stanovojskom gorju. Prvi Rus na ovom području bio je Vasilij Pojarkov.
Zeja teče kroz Zejsku branu i utječe u Amur blizu Blagovješčenska, u Amurskoj oblasti. Brana usporava protok rijeke na niže od 5000 m³/s.
Glavni pritoci rijeke su: Tok, Mulmuga, Brjanta, Giljuj i Urkan na desnoj strani, a Kupuri, Argi, Dep, Selemdža i Tom na lijevoj strani. Rijeka se smrzava od studenog do svibnja. Plovna je i na njoj su riječne luke: Zeja, Svobodnij i Blagovješčensk.